# Flagge Bayerns
Die Flagge Bayerns zeigt die Landesfarben Weiß und Blau. Sie existiert als Streifen- und als Rautenflagge.

## Die Staatsflaggen
Obwohl sich Bayern zweier Staatsflaggen bedient, besitzt es keine spezielle Dienstflagge. Den Behörden steht es laut Vorschrift frei, welche der beiden Flaggen verwendet wird.
Ein festes Verhältnis der Breite zur Länge ist für beide Flaggen nicht vorgegeben. Da für die Bundesflagge Deutschlands ein Verhältnis von 3:5 bestimmt ist, wird dieses Seitenverhältnis meistens auch bei den bayerischen Staatsflaggen angewendet. Der Blauton ist nicht festgelegt, empfohlen wird der Farbton Himmelblau (RAL 5015).

### Die Streifenflagge
Die bayerische Streifenflagge besteht aus zwei gleich breiten Querstreifen in den Landesfarben, wobei der obere Streifen weiß und der untere blau ist.

### Die Rautenflagge
Die Rautenflagge ist ein Wappenbanner des kleinen Staatswappens Bayerns. Die Grundform enthält mindestens 21 Rauten in den Landesfarben weiß und blau, wobei die von den Rändern angeschnittenen Rauten mitgezählt werden. Bei langen und schmalen Flaggen kann sich die Anzahl der Rauten erhöhen. In jedem Fall ist aber die rechte obere Ecke des Flaggentuchs für eine angeschnittene weiße Raute bestimmt. Dies wurde durch die Verwaltungsanordnung vom 16. Februar 1971 bestätigt.
In der Flaggenkunde werden die Flaggen von der Vorderseite beschrieben und dargestellt. In Bayern erfolgt die Beschreibung der Flagge nach heraldischen Regeln. Das bedeutet, die Beschreibung erfolgt vom Schildträger aus, der sich hinter dem Wappen und in diesem Fall hinter der Flagge befindet. So ist die von der Verordnung für eine angeschnittene weiße Raute vorbehaltene rechte obere Ecke für den Betrachter links.

### Inoffiziell: Flagge mit Staatswappen

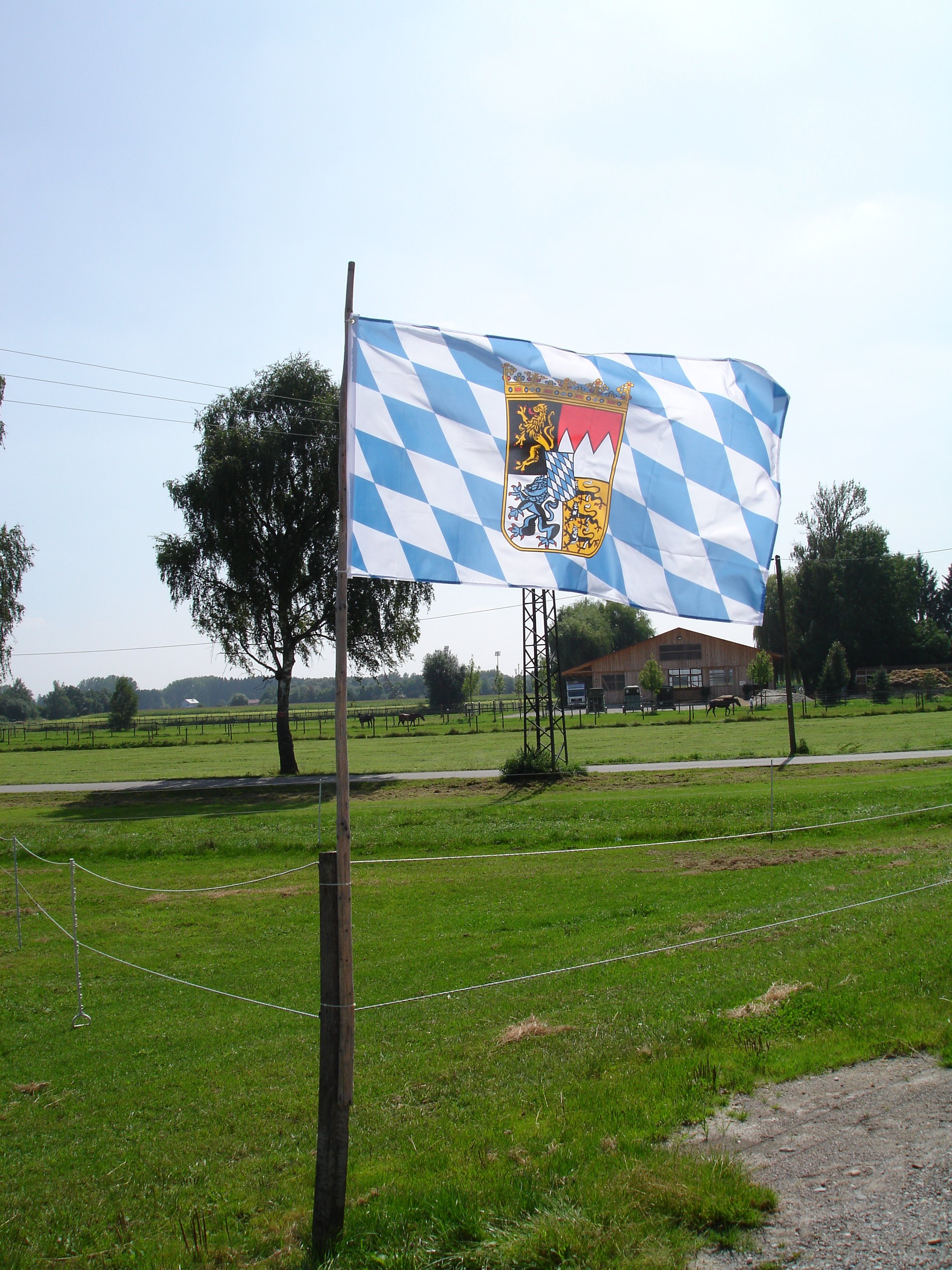
Inoffizielle Flagge mit dem Wappen ohne die Löwen als Schildträger und ohne weiße Raute heraldisch oben rechts

Gelegentlich sieht man auch eine bayerische Flagge, meist die Rautenflagge, mit dem bayerischen Staatswappen in verschiedenen Formen. Allerdings ist diese Darstellung nicht offiziell und somit rechtswidrig, da die Schaffung und Gestaltung von Staatssymbolen ausschließlich dem Gesetzgeber vorbehalten sind. Der Gebrauch stellt laut OWiG eine Ordnungswidrigkeit dar, diese wird jedoch de facto nicht geahndet.

## Beflaggungstage
Ähnlich zu den Regelungen auf Bundesebene, gibt es auch im Freistaat Bayern festgelegte Beflaggungstage. An diesen Tagen werden alle staatlichen Behörden mit der Bundes- und der Bayernflagge beflaggt. Zusätzlich soll, wenn möglich, auch die Flagge der Europäischen Union aufgezogen werden. Die Staatskanzlei, die bayerischen Staatsministerien, die Gebäude der Bezirksregierungen und die Obergerichte werden ständig beflaggt. Zu den regelmäßigen Beflaggungstagen gehören:
a) Tag des Gedenkens an die Opfer des Nationalsozialismus (27. Januar, halbmast),
b) Tag der Arbeit, Patrona Bavariae (1. Mai),
c) Europatag (9. Mai),
d) Jahrestag der Verkündung des Grundgesetzes (23. Mai),
e) Jahrestag des 17. Juni 1953,
f) Jahrestag des 20. Juli 1944,
g) Tag der Heimat (erster Sonntag im September, es sei denn, vom Ministerpräsidenten wird die Beflaggung für einen anderen Tag angeordnet),
h) Tag der Deutschen Einheit (3. Oktober),
i) Volkstrauertag (zweiter Sonntag vor dem ersten Adventssonntag, halbmast),
j) Jahrestag des Volksentscheid über die Annahme der Verfassung (1. Dezember),
k) Tag einer allgemeinen Wahl zum Bayerischen Landtag, zum Deutschen Bundestag oder zum Europäischen Parlament.

## Geschichte

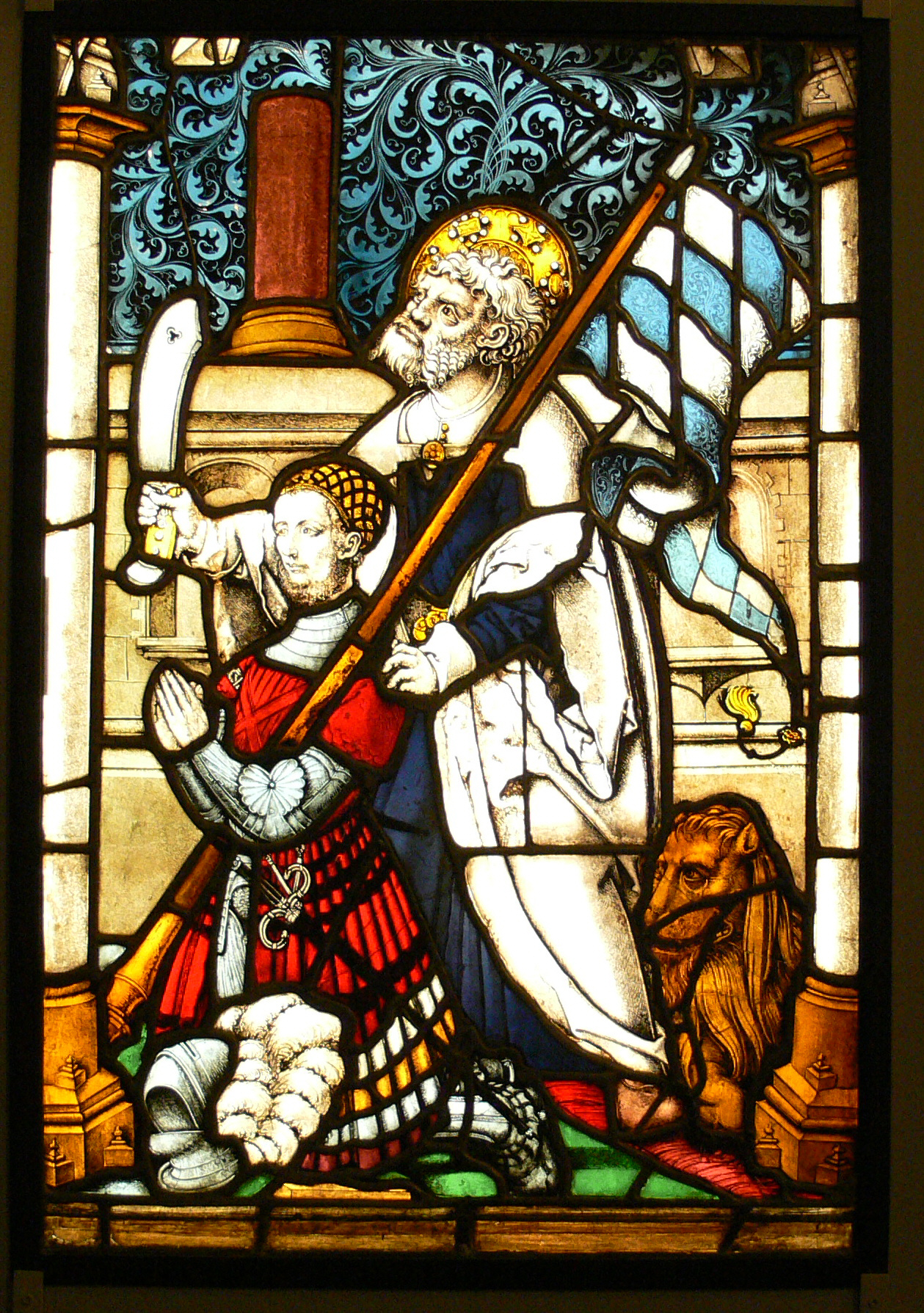
Herzog Wilhelm IV. mit der Rautenflagge

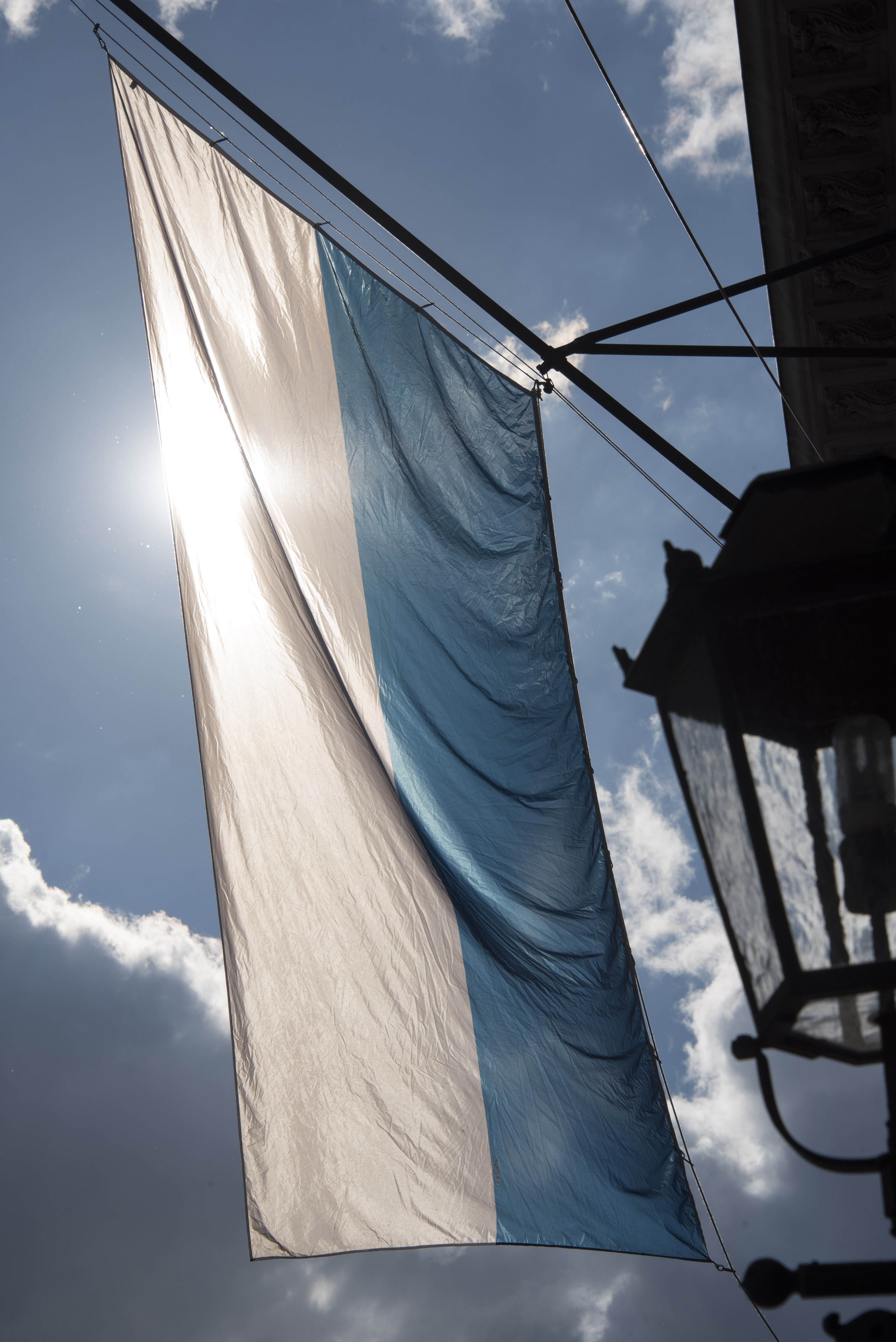
Die Streifenflagge an der Bayerischen Staatsoper in München

Die weiß-blauen Rauten, auch Wecken genannt, stammen ursprünglich aus dem Wappen der Grafen von Bogen, sie wurden nach dem Tod von Albert IV. von Bogen im Jahr 1242 von Otto II. von den Wittelsbachern übernommen, der Herrscherfamilie Bayerns vom 12. bis zum 20. Jahrhundert. Ab 1337 verwendeten die Wittelsbacher die Rautenflagge als ihr Symbol. Danach gab es verschiedene Versionen, bei denen auch andere Elemente in die Flagge eingefügt wurden, so zum Beispiel der Pfälzer Löwe in der Flagge der Herzöge von Bayern-Landshut und Bayern-München. Eine offizielle Flagge für das Land Bayern gab es nicht, nur die Herrscher führten eine Flagge.
Erst später kam der Gedanke auf, die weiß-blaue Flagge auch als Symbol des Landes Bayern zu verwenden, doch waren alle Landesflaggen zunächst inoffiziell und daher nicht gesetzlich festgelegt. 1838 wurde erstmals bestimmt, dass das Blau einen hellen Ton haben musste, und am 11. September 1878 bestimmte König Ludwig II. erstmals, dass die Flagge Bayerns aus zwei horizontalen Streifen, Weiß über Hellblau, bestehen solle.
Zwischen dem 4. April und 1. Mai 1919 bestand die Münchner Räterepublik. Sie führte eine einfache rote Flagge, doch nach ihrer Niederschlagung wurde wieder die weiß-blaue Flagge eingeführt.
Nachdem im September 1935 die Hakenkreuzflagge durch das Reichsflaggengesetz zur deutschen Reichs- und Nationalflagge erklärt worden war, wurde die bisherige bayerische Landesflagge durch eine Bekanntmachung vom 11. Mai 1936 für den dienstlichen Gebrauch abgeschafft und durch die Reichsflagge und die Reichsdienstflagge ersetzt.
Die Landesverfassung vom 2. Dezember 1946 bestätigte die Landesfarben Weiß und Blau, und am 14. Dezember 1953 wurden die Streifen- und die Rautenflagge offiziell eingeführt.